# Pinjarra (Australie)
Pinjarra (3 279 habitants) est une ville dans la région de Peel, au sud de l'Australie occidentale.
Elle est située à l'intérieur des terres, sur la Murray à 86 km au sud de Perth, à 21 km au sud-est de Mandurah, à 25 km à l'ouest de Dwellingup.
L'origine aborigène du nom de la ville n'est pas connue avec précision. Pour certains son nom voudrait dire « le lieu du marais », pour d'autres, ce serait une déformation du nom de la tribu locale : les « Pindjarups ».
C'est près de cette ville qu'eut lieu, le 28 octobre 1834, la bataille de Pinjarra qui opposa vingt-cinq soldats anglais commandés par le capitaine James Stirling à environ 80 aborigènes de la tribu Pindjarup et qui fit entre 14 et 40 morts selon les sources chez les aborigènes.
Pendant près de soixante-dix ans (de 1913 à 1981), la ville accueillit à la
« Fairbridge Farm », une ferme-école, des orphelins britanniques qui étaient envoyés là pour apprendre l'agriculture et s'installer dans le pays.